# Риардо
Риардо (итал. Riardo) — коммуна в Италии, располагается в регионе Кампания, в провинции Казерта.
Население составляет 2510 человек, плотность населения составляет 157 чел./км². Занимает площадь 16 км². Почтовый индекс — 81053. Телефонный код — 0823.
Покровителем коммуны почитается святой Антоний Великий, празднование 17 января.